# Ancylotrypa angulata
Ancylotrypa angulata är en spindelart som beskrevs av Roewer 1953. Ancylotrypa angulata ingår i släktet Ancylotrypa och familjen Cyrtaucheniidae.
Artens utbredningsområde är Kongo. Inga underarter finns listade i Catalogue of Life.